# Benjamin W. Harris

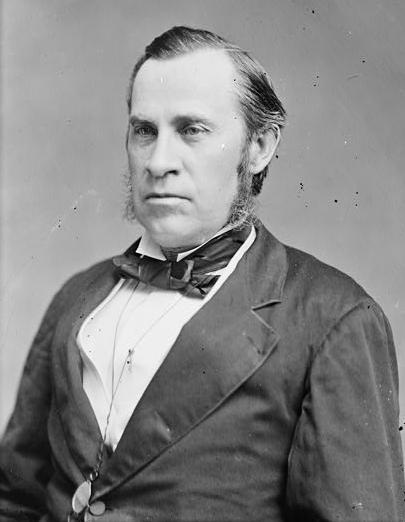
Benjamin W. Harris

Benjamin Winslow Harris (* 10. November 1823 in East Bridgewater, Plymouth County, Massachusetts; † 7. Februar 1907 ebenda) war ein US-amerikanischer Politiker. Zwischen 1873 und 1883 vertrat er den Bundesstaat Massachusetts im US-Repräsentantenhaus.

## Werdegang
Benjamin Harris war der Vater des Kongressabgeordneten Robert O. Harris (1854–1926). Er genoss eine gute Schulausbildung. Nach einem anschließenden Jurastudium an der Harvard University und seiner 1849 erfolgten Zulassung als Rechtsanwalt begann er ab 1850 in Boston in diesem Beruf zu arbeiten. Gleichzeitig schlug er als Mitglied der Republikanischen Partei eine politische Laufbahn ein. Im Jahr 1857 saß er im Senat von Massachusetts. Zwischen 1858 und 1866 war er Staatsanwalt für den Südosten seines Heimatstaates. Danach leitete er zwischen 1866 und 1873 die Steuerbehörde im zweiten Finanzbezirk von Massachusetts.
Bei den Kongresswahlen des Jahres 1872 wurde Harris im zweiten Wahlbezirk von Massachusetts in das US-Repräsentantenhaus in Washington, D.C. gewählt, wo er am 4. März 1873 die Nachfolge von Oakes Ames antrat. Nach vier Wiederwahlen konnte er bis zum 3. März 1883 fünf Legislaturperioden im Kongress absolvieren. Seit 1881 war er Vorsitzender des Ausschusses für Marineangelegenheiten. Im Jahr 1882 verzichtete Harris auf eine weitere Kandidatur. Nach dem Ende seiner Zeit im US-Repräsentantenhaus praktizierte er wieder als Anwalt. Von 1887 bis 1906 war er Nachlassrichter im Plymouth County. Er starb am 7. Februar 1907 in seinem Heimatort East Bridgewater.